# Marco Barbarigo

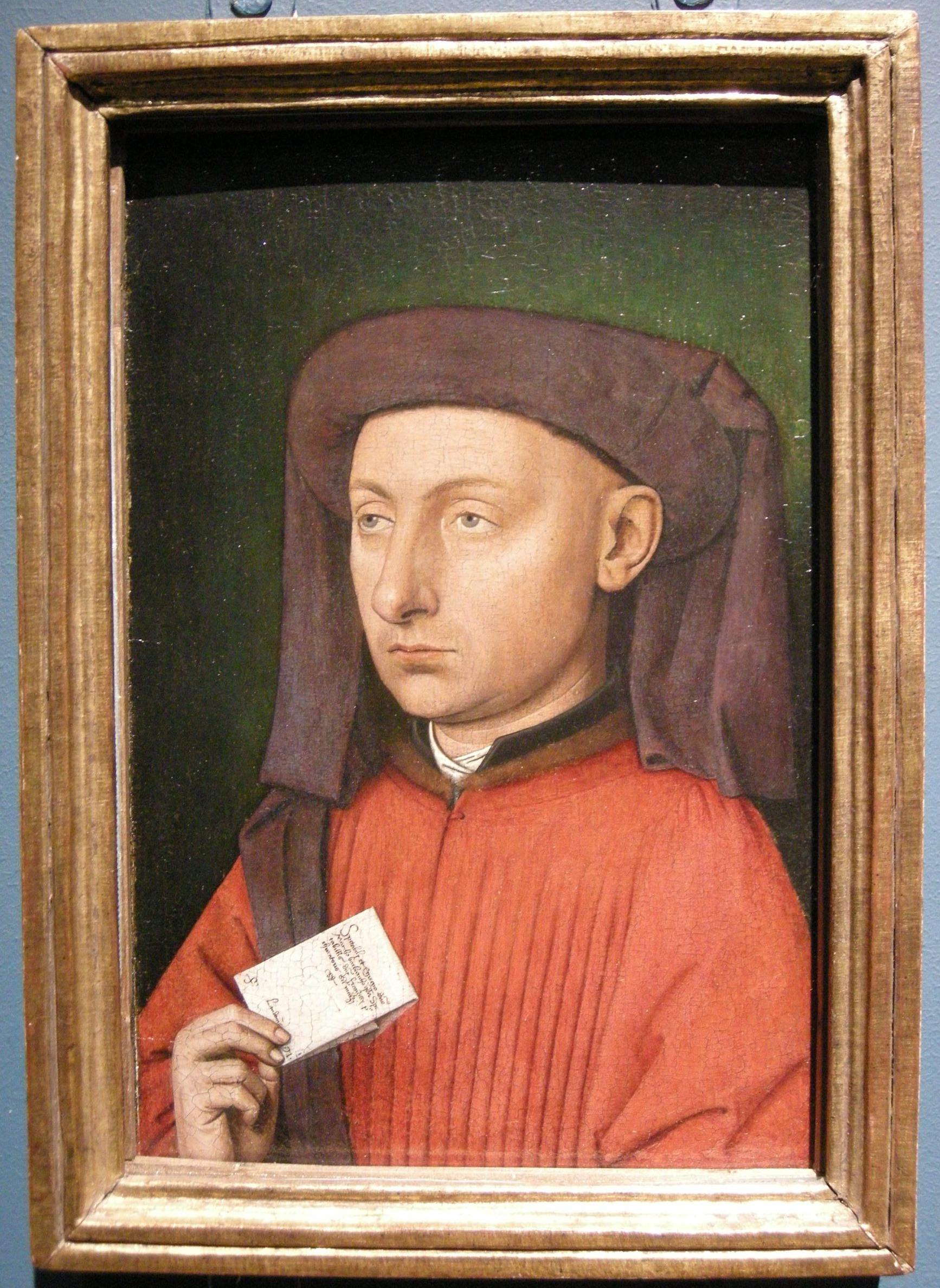
Porträt des Marco Barbarigo vermutlich zur Zeit seines Aufenthaltes in London angefertigt, Öl auf Eichenholz, 24,2 × 16 cm, etwa 1449 bis 1450, Nationalgalerie London

Marco Barbarigo (* 1413 in Venedig; † 14. August 1486 ebenda) war, folgt man der Zählweise der venezianischen, staatlich gesteuerten Geschichtsschreibung, der 73. Doge der Republik Venedig.
Marco Barbarigo trat vor seiner Wahl als Diplomat in Flandern und England hervor, er gehörte einer der vermögendsten Familien Venedigs an. Er regierte von seiner Wahl am 19. November 1485 bis zu seinem Tod kaum neun Monate. Im Gegensatz zu seinem Bruder und Nachfolger galt er im Rückblick als geradezu idealer Doge. Er wurde in der Kirche Santa Maria della Carità begraben, einer Kirche im Sestiere Dorsoduro.

## Familie

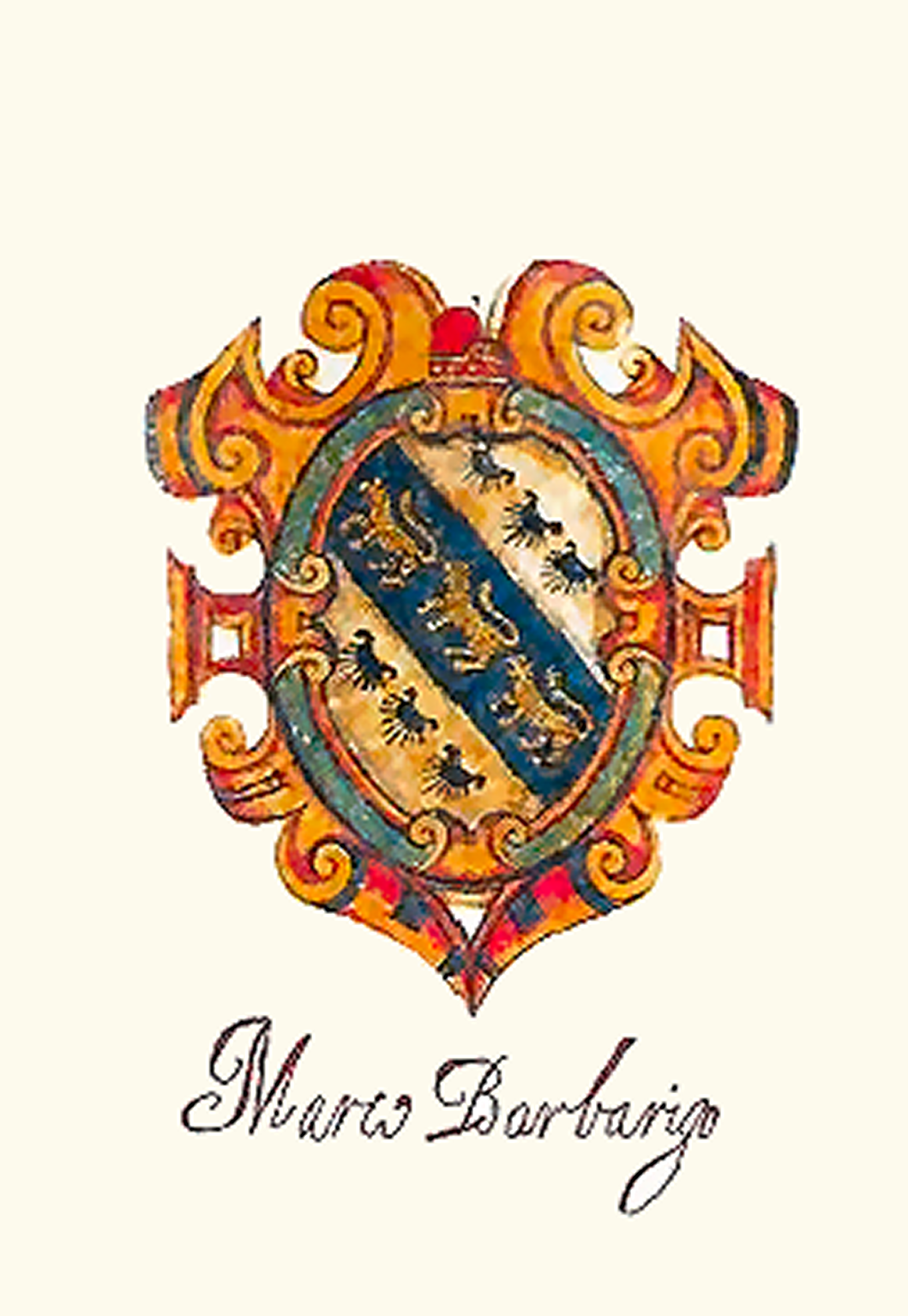
Wappen Marco Barbarigos, 17. Jahrhundert

Die Barbarigo gehörten zu den reichsten Familien Venedigs, Marco selbst nannte man den Reichen. Sie hatte ausgedehnten Grundbesitz auf Kreta, bei Verona und bei Treviso. Neben den beiden Dogen Marco und Agostino Barbarigo gab es eine Reihe von Prokuratoren und Kardinälen in der Familie. Die Familie ist in der Mitte des 19. Jahrhunderts ausgestorben. Marco und sein Bruder Agostino Barbarigo gehörten allerdings nicht zu jenem Zweig der Familie von San Polo, die den Palazzo Barbarigo della Terrazza errichteten. Marcos Nachfahren bildeten später die Linie von Santa Maria Zobenigo oder del Giglio (ausgestorben 1801). Auf einen der Brüder der beiden Dogen namens Giovanni gehen die Linien von San Vio und Sant’Anzolo zurück, auch Angelo Raffaele genannt. Ein weiterer Barbarigo-Zweig fokussierte seinen Besitz im Sestiere San Marco.
Marco Barbarigo war Sohn des Prokurators von San Marco Francesco und der Cassandra Morosini. Verheiratet war er mit Lucia Ruzzini, deren Großvater der Prokurator Federico Contarini war. Das Paar hatte mindestens fünf Söhne und vier Töchter.

## Leben

### Ämterlaufbahn

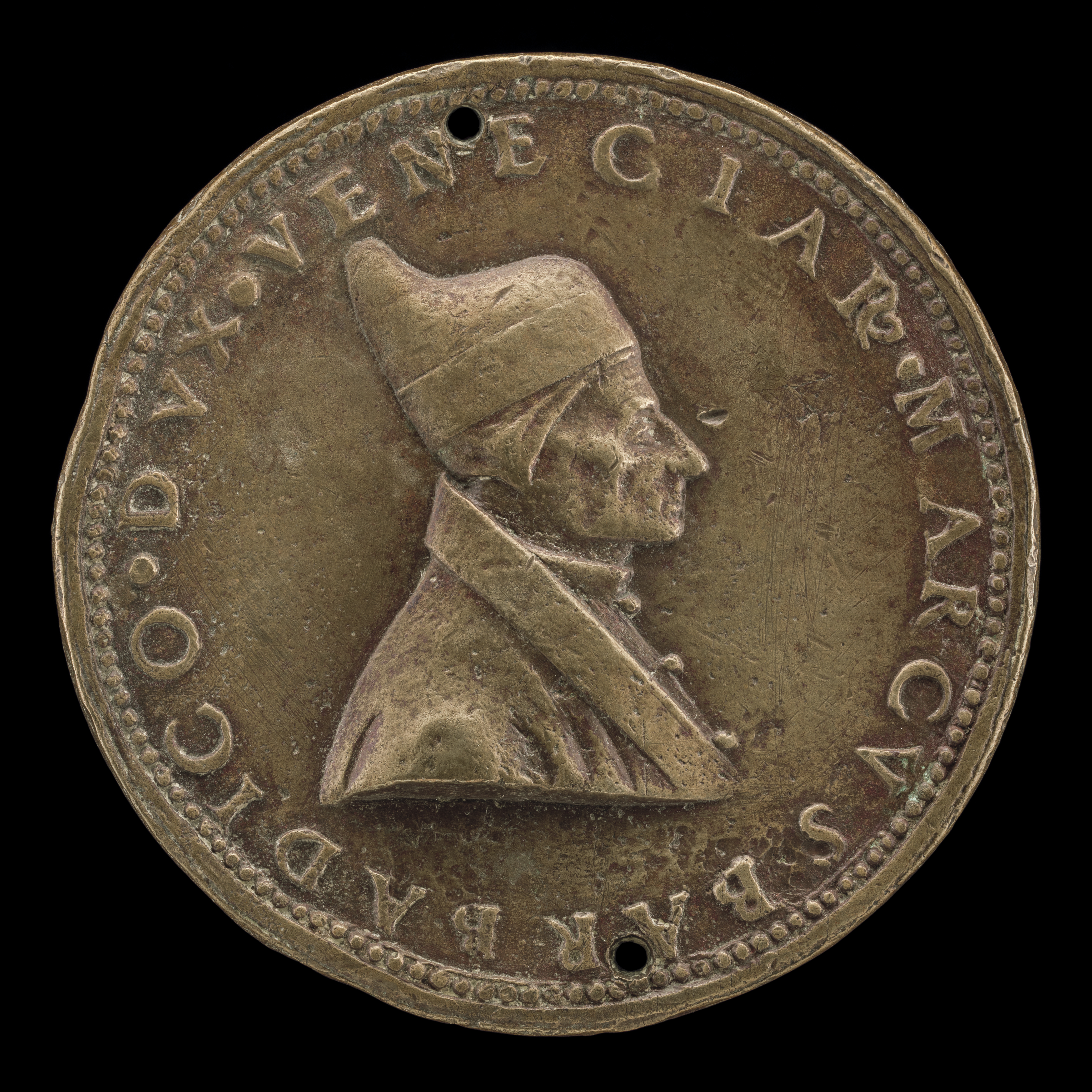
Schaumünze mit dem Porträt des Dogen, Durchmesser 7,77 cm, 179,35 g, National Gallery of Art, Sammlung Samuel H. Kress

Marco Barbarigo gehörte innerhalb Venedigs zu den Dogenberatern, den Consieri, wie Marino Sanudo schreibt, dann war er eines der „Cai d‘i X“, saß also mit zwei weiteren Adligen dem mächtigen Rat der Zehn vor. Außerhalb Venedigs vertrat er seine Heimatstadt auf diplomatischen Missionen in England und Flandern. Während dieser Zeit (1449) ließ er sich von einem unbekannten Maler aus dem Umkreis des Jan van Eyck porträtieren.

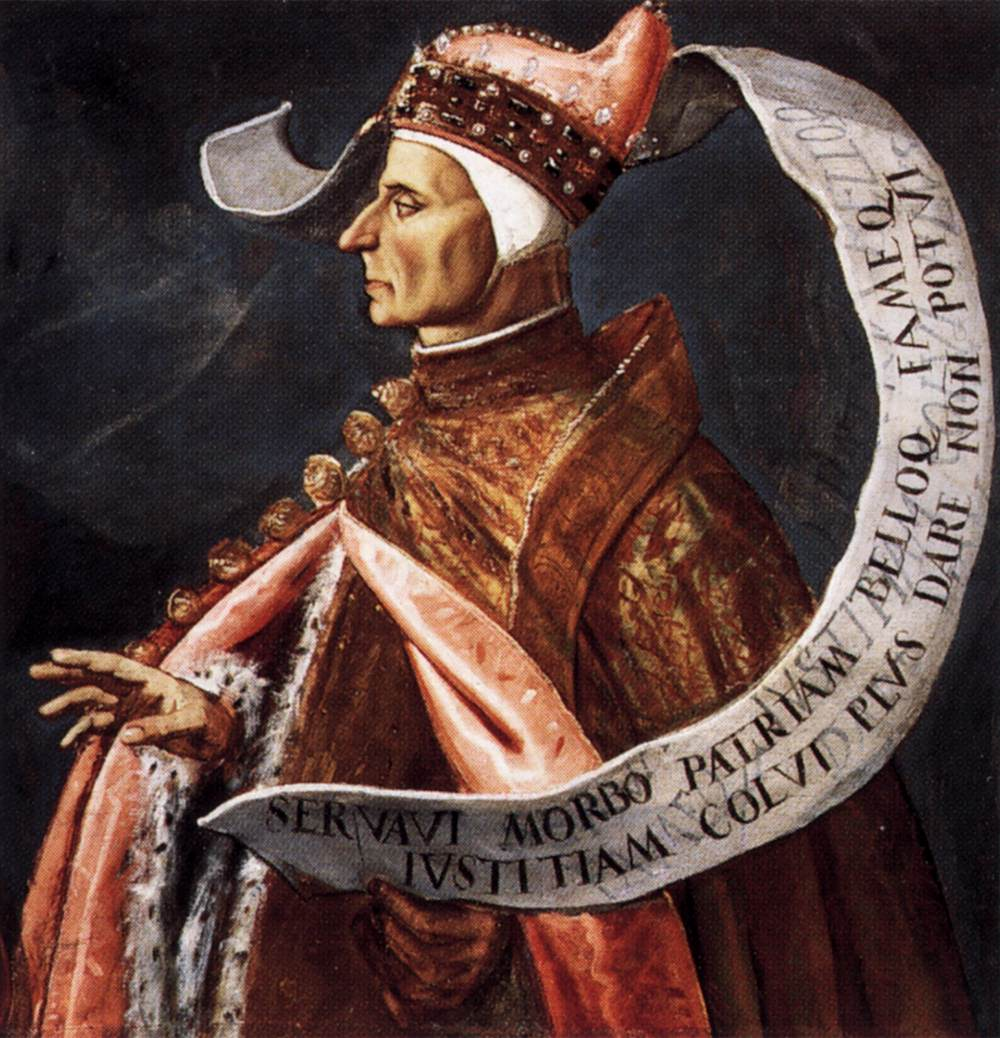
Gemälde des Dogen von Domenico Tintoretto (1560–1635) im Saal des Großen Rates im Dogenpalast, entstanden 1590

### Doge
Zum Dogen wurde er am 19. November 1485 in einem Jahr gewählt, in dem die Pest in Venedig wütete. Er war der erste Doge, der auf der Scala dei giganti im Hof des Dogenpalasts in sein Amt eingeführt wurde.
Venedig hatte zum Zeitpunkt seiner Wahl den Krieg um Ferrara bereits glimpflich überstanden, denn im Frieden von Bagnolo vom 7. August 1484 war das Polesine wieder an Venedig gefallen. Außerdem hatte Innozenz VIII. das von seinem Vorgänger verhängte Interdikt aufgehoben. Aus den Konflikten zwischen Papst und Aragon sowie den Baronen in dessen Königreich versuchte Barbarigo die Republik nun durch strikte Neutralität herauszuhalten, zumal sich Venedig erneut von einer Pestwelle erholen musste. Seit Barbarigos Herrschaft bestand in Venedig eine permanente päpstliche Nunziatur, eine Position, die als erster Niccolò Franco ausfüllte, der Bischof von Treviso.
Marco Barbarigo, der sich nicht scheute, ohne komplizierte Formalien und Hofetikette mit den Venezianern regelmäßig öffentliche Audienzen zu veranstalten, galt den Zeitgenossen als väterlicher, geradezu idealer Doge. Dies stand in starkem Gegensatz zum Bild seines Bruders und Nachfolgers Agostino. Dieser Gegensatz dürfte die Erinnerung an Marco Barbarigo weiter verklärt haben. Malipiero nannte ihn, der nur acht Monate und 26 Tage regiert habe, einen „homo di gran memoria, giusto e savio“. „Polo Pisano q. Luca“ habe die Totenrede gehalten. Auch Marin Sanudo lobte ihn über alle Maßen.
Die früher zuweilen kolportierte Mutmaßung, Marco Barbarigo sei einem unbekannten Meuchelmörder zum Opfer gefallen, trifft nicht zu. Allerdings soll er sich kurz vor seinem Tod mit seinem Bruder Agostino heftig gestritten und ihm vorgeworfen haben, er wolle seinen Tod, um selbst Doge zu werden.

## Grabmal

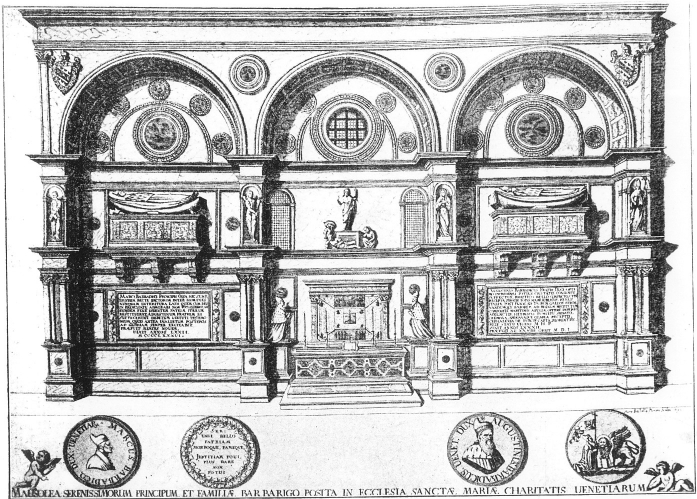
Isabella Piccini: Monument der Dogen Marco und Agostino Barbarigo, Kupferstich von 1692; das Grabmal wurde 1807 zerstört

Marco Barbarigo wurde wie später sein Bruder Agostino in der Kirche Santa Maria della Carità begraben. Das von Mauro Codussi geschaffene Grabmal wurde von den Truppen Napoleons fast vollständig zerstört. Einen Eindruck von dem Grabmal gibt ein Kupferstich von Isabella Piccini aus dem späten 17. Jahrhundert.